# Warren Frost
Warren Lindsay Frost (Newburyport, 5 juni 1925 – Middlebury, 17 februari 2017) was een Amerikaans acteur.

## Loopbaan
Frost was in de Tweede Wereldoorlog als militair betrokken bij Operatie Neptune in Normandië. Hij werkte na de oorlog onder andere als opnameleider bij televisiezender CBS . Eind jaren vijftig probeerde hij aan de slag te komen als acteur. Hij had een aantal kleine bijrollen in verschillende televisieseries, waaronder Perry Mason. Daarna was hij tot eind jaren tachtig nog maar heel sporadisch actief als acteur. Frost, die een studie theaterwetenschappen had afgerond, werkte in deze periode als theaterdocent aan de Universiteit van Minnesota.
Vanaf 1988 was Frost weer regelmatig te zien in televisieseries en enkele televisiefilms. Hij werd bij een groot publiek bekend door de rol van dr. Will Hayward in Twin Peaks, een serie mede bedacht en geregisseerd door zijn zoon Mark Frost. Ook in de series Matlock en Seinfeld had hij een terugkerende rol. Daarnaast was hij onder meer te zien in Quantum Leap, L.A. Law en The Larry Sanders Show. 
In 2017 keerde Frost terug in zijn rol als dr. Will Hayward in een nieuw seizoen van Twin Peaks. Hij overleed echter in februari 2017 op 91-jarige leeftijd, voordat de nieuwe reeks op televisie was uitgezonden.

## Privéleven
Warren Frost trouwde in 1949. Hij is de vader van scenarioschrijver en regisseur Mark Frost, schrijver Scott Frost en actrice Lindsay Frost.